# Bill Belzer
Pour les articles homonymes, voir Belzer.
William Francis Belzer est un musicien américain né le 5 novembre 1968. Il joue de la basse et de la batterie au lycée catholique Savior of the World High School à Kansas City sous le patronage du diocèse Kansas City-Saint-Joseph dans le Missouri puis au lycée Rockhurst de la même ville où il obtient son High School Diploma (équivalent américain du baccalauréat en France) en 1987.
Il est batteur du groupe jam-pop Mongol Beach Party au lycée Rockhurst. La séparation du groupe au début des années 1990 correspond au départ de Belzer pour rejoindre Uncle Tupelo qui est alors en tournée en Europe et en Amérique avec Michelle Shocked, The Band et Taj Mahal
Belzer est membre de plusieurs groupes tels que The New Amsterdams, Grant Hart and Cher UK, The Ssion. En décembre 2010 il sort son premier album solo You Shouldn't Have. Il joue actuellement avec les groupes The Sleazebeats, Ghosty et Mary Fortune.